# Niniche
La niniche est une confiserie à base de caramel, produite sur le littoral atlantique de la France. Elle existe sous deux formes différentes, la niniche bordelaise et la niniche de Quiberon.

## Niniche bordelaise

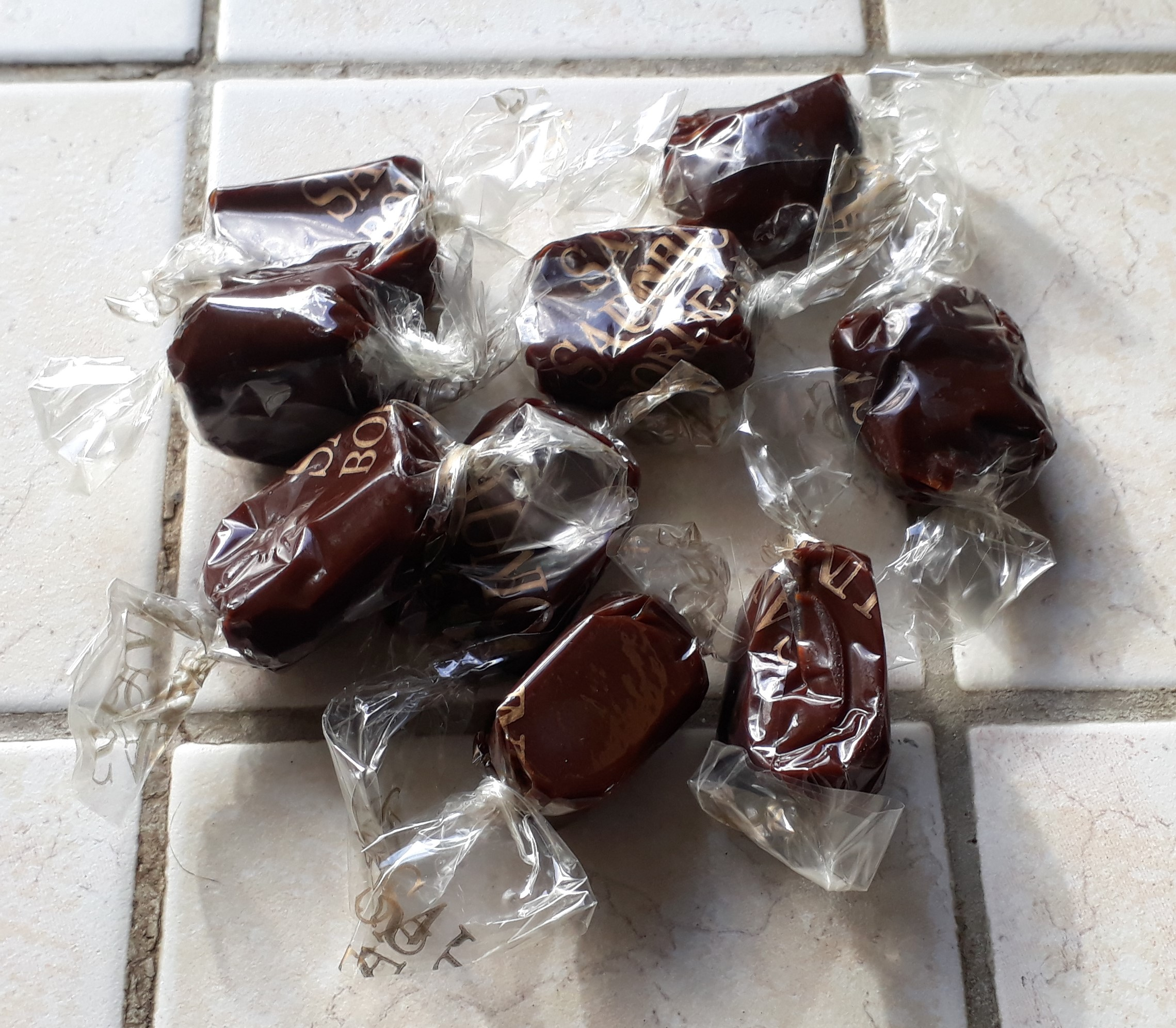
Niniches bordelaises.

La niniche bordelaise est un bonbon au caramel mou et au chocolat (pâte et beurre de cacao).
C'est à la fin du XIXe siècle que remonte la première mention des niniches dans un ouvrage de confiserie. Dans un Tour de France des spécialités, elles y figuraient sous la rubrique « niniches bordelaises », spécialités de caramel mou, au beurre. Il semblerait donc que la niniche soit d'abord originaire de Bordeaux, où sa fabrication initiale remonte à 1906. On raconte qu'il s'agit d'une recette des femmes de dockers, élaborée avec le sucre et le cacao récupérés sur les navires chargés de denrées coloniales. Dans cette ville, la confiserie est désormais produite par les établissements Saunion, artisan chocolatier depuis 1893.
La niniche bordelaise est aussi produite dans la ville de Royan par la famille Tamisier, depuis 1910, sous forme de bâtonnets au café ou au chocolat. Elles sont aussi vendues dans plusieurs villes de la côte atlantique, jusqu’à La Baule-Escoublac et aux Sables-d'Olonne.

### Parfums de la niniche bordelaise
Elle peut être nature, avec sa base de caramel et de chocolat, ou bien parfumée au café.

## Niniche de Quiberon

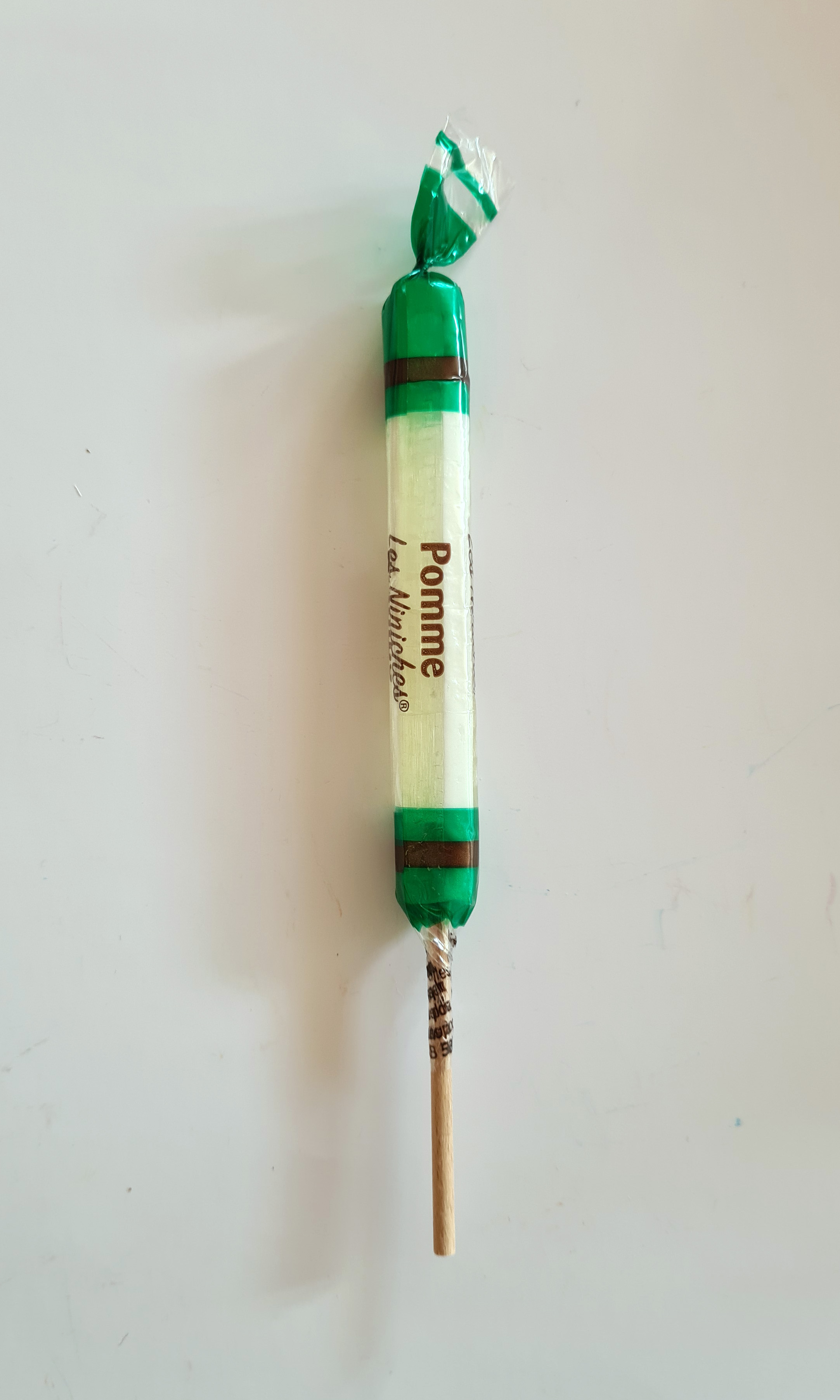
Niniche de Quiberon à la pomme.

La niniche de Quiberon est une petite sucette de forme cylindrique toute en longueur.
En 1936, une nouvelle recette est développée à Royan par Raymond Audebert, sous la forme d'une sucette dure à base de caramel au beurre salé. En 1946, il installe sa confiserie dans la presqu'île de Quiberon, où elle reste une affaire familiale reprise par Alain Audebert, au sein de la maison Audebert - L'Armorine. Au salon de la confiserie, à Paris en 1946, la niniche de Quiberon est primée meilleur bonbon de France,.
Aujourd'hui, la niniche est donc vendue dans plusieurs villes, et même si un confiseur de Quiberon a voulu déposer la marque, il a été débouté au tribunal, permettant ainsi à tout confiseur qui le souhaite d'utiliser l'appellation « niniche » pour ses fabrications.

Commercialisation.
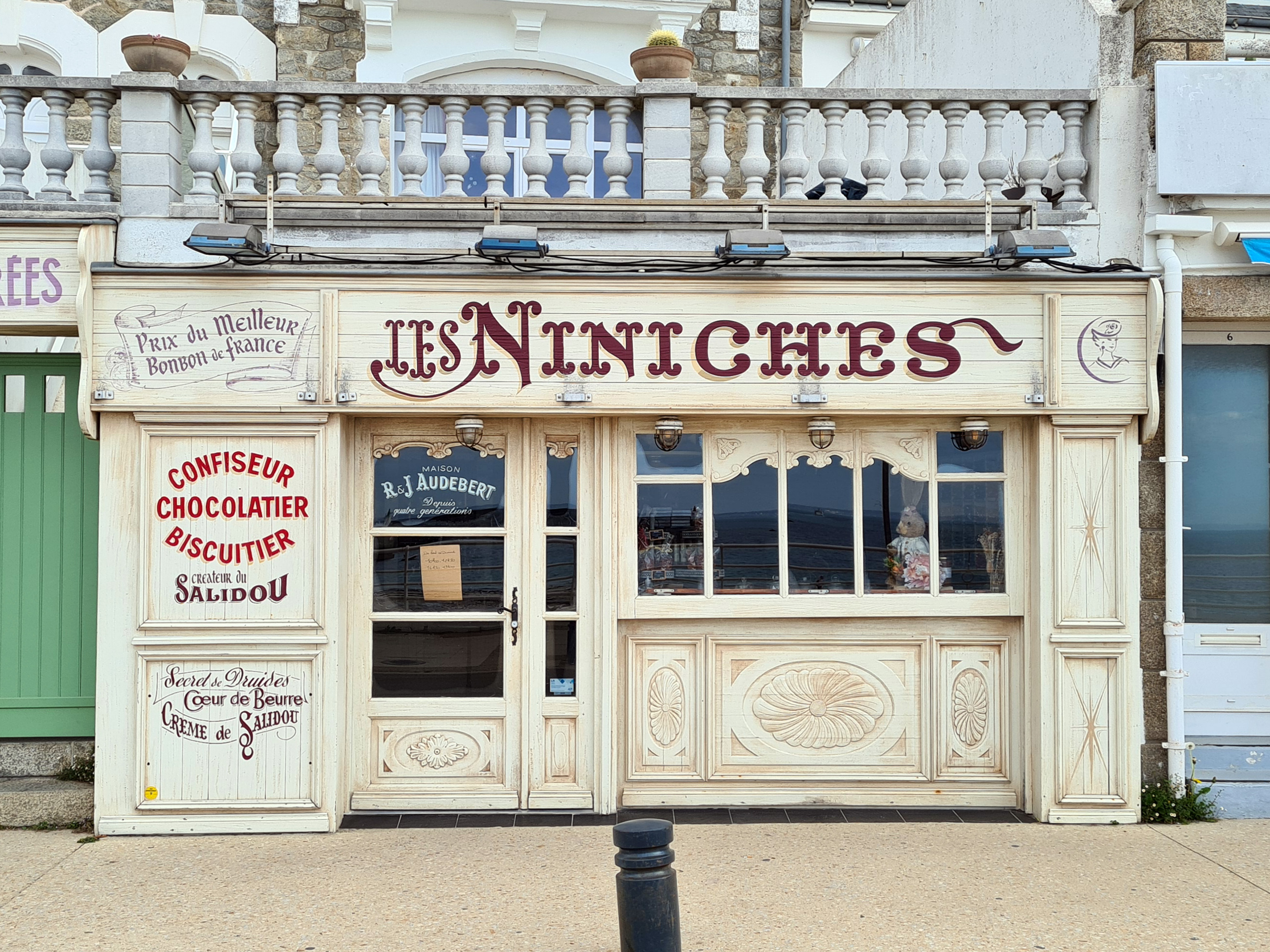
Magasin à Quiberon.
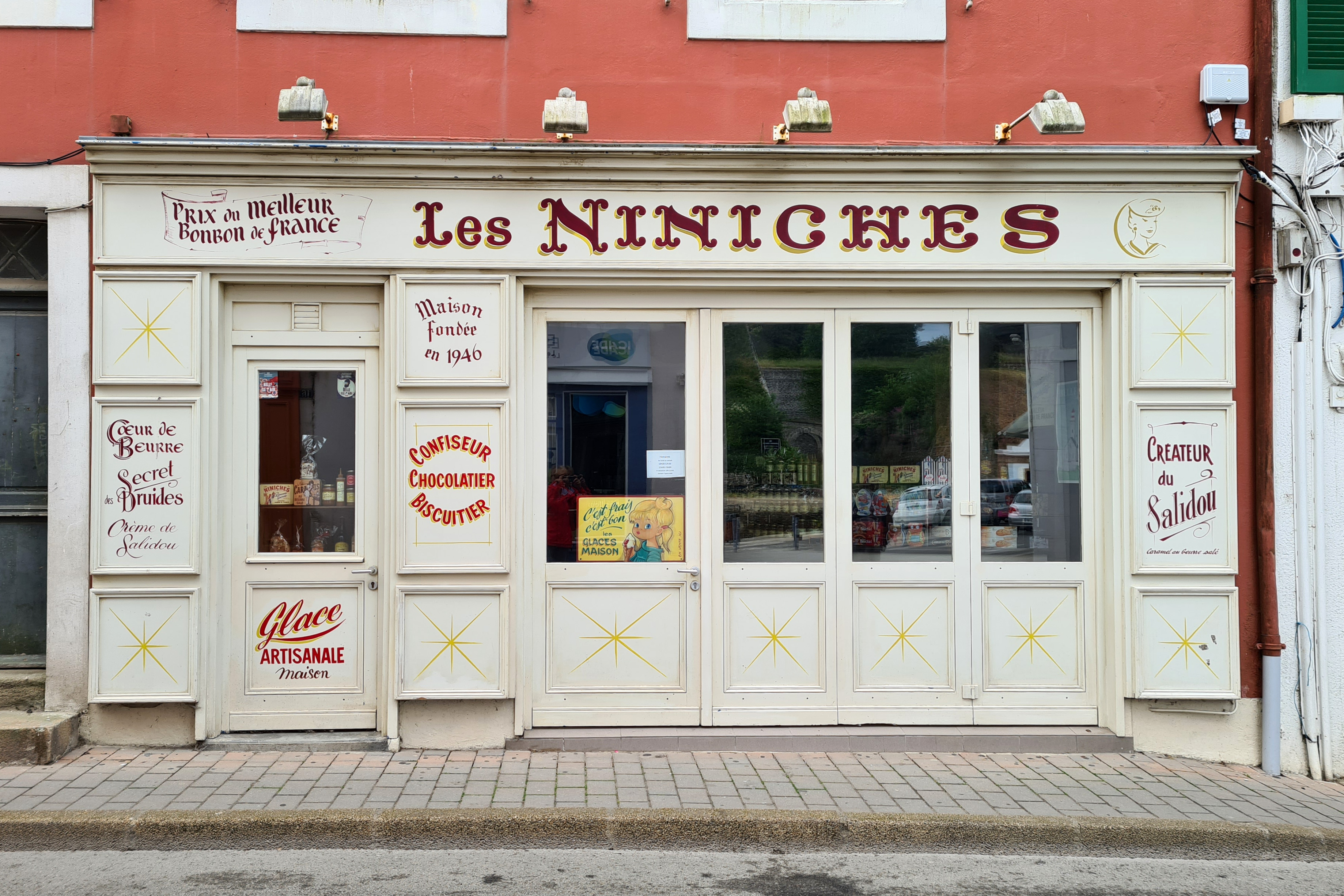
Magasin à Belle-Île-en-Mer.

### Parfums de la niniche de Quiberon
La niniche revêt une cinquantaine de parfums différents, allant des caramels les plus variés aux multiples saveurs naturelles de fruits :
- 31 parfums de fruits : abricot, ananas, anis, banane, cassis, cerise, chocolat, citron, cola, exotique, fraise, framboise, groseille, Jamaïca orange, lait fraise, mandarine, menthe, melon, miel, citron, mûre, myrtille, orange, pamplemousse, perroquet (anis-menthe), plantain poire, pomme, prune, réglisse menthe, tutti frutti violette ;
- 20 parfums de caramels : caramel beurre, caramel amandes, caramel noisettes, caramel noix, caramel pistache, caramel citron vert, caramel orange, caramel café, caramel feuilleté praliné, caramel noix de coco, caramel chocolat, caramel menthe, caramel menthe-chocolat, caramel nougatine, caramel nougat-sésame, caramel poire-chocolat, caramel Grand Marnier, « bretonne » (beurre, pomme, calvados), « antillaise » (beurre, banane, rhum).

Saveurs.
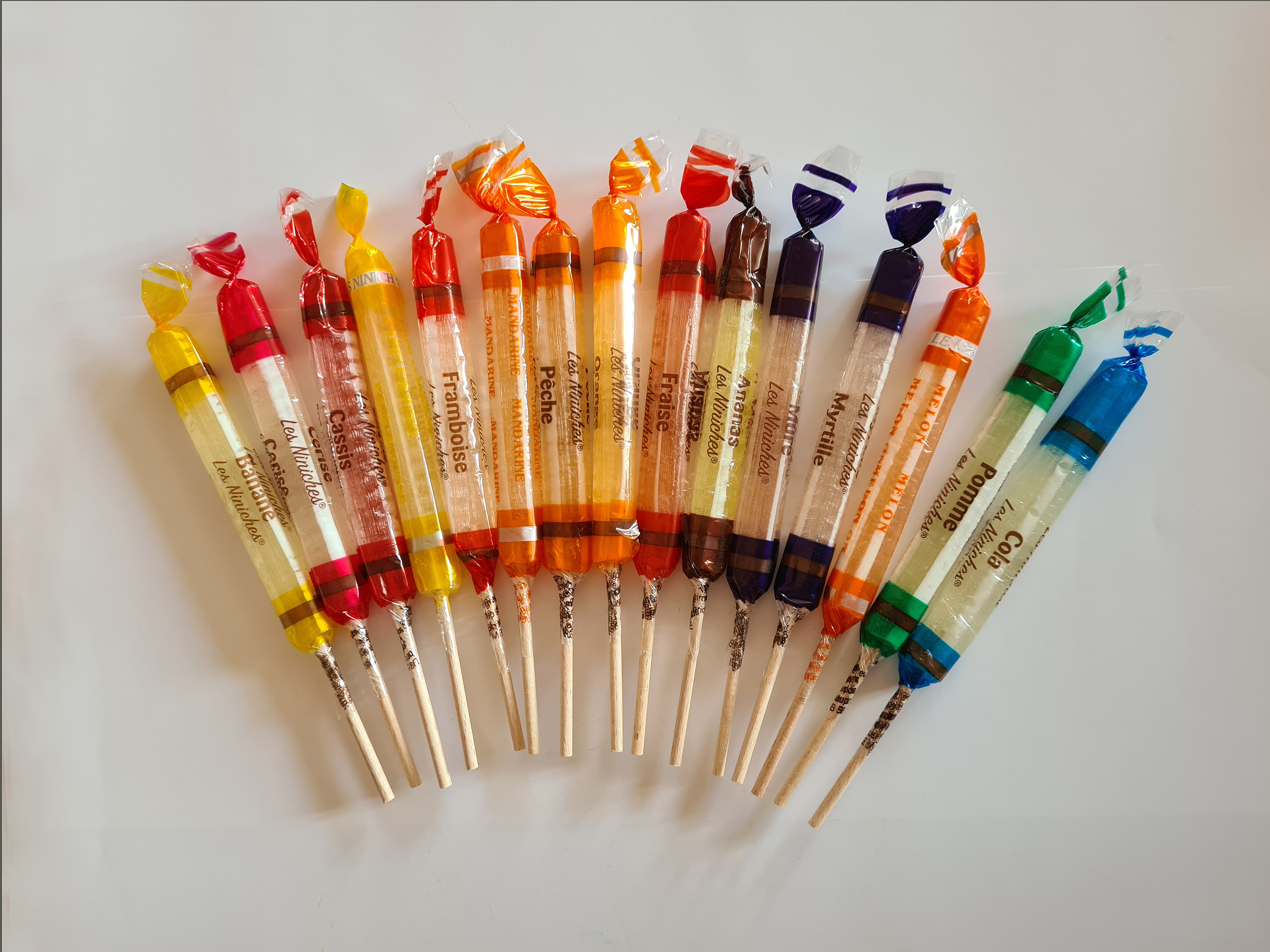
Niniches de Quiberon aux parfums de fruits.
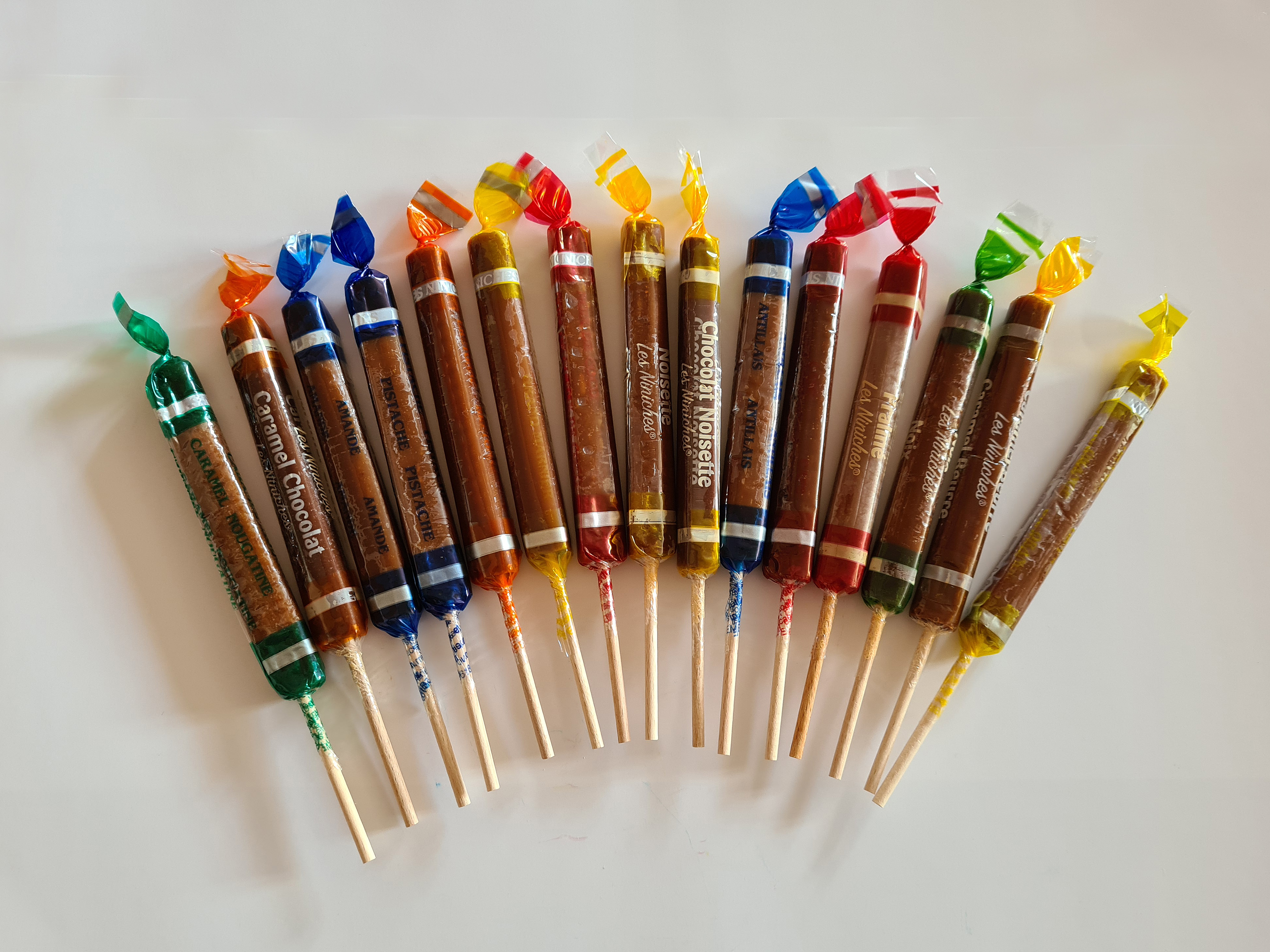
Niniches de Quiberon aux parfums de caramels.